# Bob's Burgers: La película (banda sonora)
The Bob's Burgers Movie (A Major Motion Burger Soundtrack) es el álbum de la banda sonora de la película animada de 2022 The Bob's Burgers Movie, basada en la serie animada de televisión Bob's Burgers. Está dirigida por el creador de la serie Loren Bouchard y Bernard Derriman, en sus debuts como directores de largometrajes. Además de la dirección, Bouchard compuso la partitura con Patrick Dacey, Tim Dacey, Elegant Too, John Dylan Keith y Brent Knopf. Bouchard escribió algunas de las pistas con Nora Smith, la guionista de la película, mientras que la partitura está dirigida, orquestada y arreglada por Tim Davies. Fue lanzado el 27 de mayo de 2022 por Hollywood Records, el mismo día de su lanzamiento.

## Desarrollo
Las canciones fueron escritas y compuestas en medio del  confinamiento por la pandemia de COVID-19 que prevaleció a fines de 2020, y las sesiones continuaron hasta principios de 2022. Las sesiones comenzaron durante ese período, ya que se anticipó que la película se estrenaría en cines en abril de 2021. Bouchard había planeado inicialmente varias canciones, similares a las películas musicales de Disney, pero decidió limitar el número de pistas porque "quería las canciones que exigían ser hechas, y ni una sola que se sintiera ajena; las canciones no deberían ser las gordas". Se crearon cuatro canciones originales para la película y se excluyó la tercera pista, ya que puede revelar la trama de la película. El elenco de la película interpretó los números musicales del guion. Comparándolo con la música del programa animado, Smith afirmó que "en el programa, nunca haríamos un musical completo, el programa siempre tiene una, tal vez dos canciones. Entonces, decidimos que no íbamos a ser un musical completo, íbamos a ser el tipo de musical musical de Bob. Y luego nos gustó la idea de mezclar eso con misterio y acción y aventura y hacer que fuera como un pequeño ramo de todos estos géneros diferentes".
Mientras escribía la primera canción, "Sunny Side Up Summer", Bouchard insistió en que la canción fuera "una fórmula del mundo de los musicales donde el personaje dice desde el principio del programa lo que quiere, y todo sobre su vida interior, esperanzas y sueños". En una entrevista a IndieWire, Bouchard había dicho que "El proceso para escribir canciones nunca es el mismo. Cada una de las canciones de la serie tiene su propia historia de origen única, y las canciones de la película fueron vomitadas". Mientras escribía música para la película, Smith había utilizado el ukelele y tres acordes para la película, donde tocó los dos primeros acordes. Sobre su idea, Bouchard dijo "si tienes una idea para una melodía y solo estás cantando palabras sin sentido y pueden completar la letra. Es probablemente uno de los mayores placeres del mundo". El sonido fue considerado como la base de la canción, y luego de las partes melódicas, grabaron la trompeta que encaja en el álbum. La canción fue producida junto con "Lucky Ducks", una canción punk de la que Bouchard dijo que "la canción da una cancioncilla parecida a la de Gogol Bordello". El tercer número, "The Itty Bitty Ditty Committee", sirve como cierre de la historia de Gene y aparece en los créditos finales de la película.
H. Jon Benjamin, quien interpretó al personaje titular, tocó el piano por primera vez para la película y había realizado casi cuatro o cinco sesiones. La puntuación se registró en Newman Scoring Stage a mediados de 2020 y 2021. Una orquesta de 100 piezas con más de 120 músicos grabó la partitura, que fue dirigida, arreglada y orquestada por Tim Davies, y fue supervisada por el violinista y orquestador Maxwell Karmazyn, en su primera incursión como concertino. Karmazyn dijo que las sesiones se llevaron a cabo durante aproximadamente 8 a 10 horas al día, debido a las restricciones de la pandemia de COVID-19, las secciones tenían que estar separadas por seis pies, lo que era un "mayor desafío". El equipo de filmación había asistido a los músicos y supervisado las grabaciones de forma remota, a través de Zoom, dando sugerencias sobre la grabación. Karmazyn dijo que, a pesar de las restricciones, lograron grabar la partitura y "el resultado fue absolutamente hermoso, la mezcla de la película fue fantástica, suena increíble". Se utilizaron varios instrumentos como trompetas, metales, instrumentos de viento y de madera, ukeleles, cuerdas y timbales, ya que querían que "la música fuera cada vez más grande para la película, en comparación con el espectáculo, para que la audiencia valiera la pena por ver en los cines". Derriman dijo: "Sabíamos que no iba a ser solo música. Tiene que ser físicamente visible en la pantalla".

## Listado de pistas
| N.º   | Título                                          | Performer(s) | Duración |  |
| 1.    | «Sunny Side Up Summer»                          | Dan Mintz, Eugene Mirman, H. Jon Benjamin, John Roberts & Kristen Schaal                                                | 3:57     |  |
| 2.    | «Lucky Ducks»                                   | Dan Mintz, Eugene Mirman, H. Jon Benjamin, John Roberts, Kristen Schaal, John Q. Kubin, Larry Murphy & Paul F. Tompkins | 2:20     |  |
| 3.    | «The Itty Bitty Ditty Committee/My Burger Buns» | Dan Mintz, Eugene Mirman, H. Jon Benjamin, John Roberts, Kristen Schaal, John Q. Kubin & Larry Murphy                   | 3:01     |  |
| 4.    | «Opening, Six Years Ago»                        | | 1:04     |  |
| 5.    | «No One Came in Today»                          | | 1:03     |  |
| 6.    | «The Ride»                                      | | 0:55     |  |
| 7.    | «Emergency Kid Meeting»                         | | 0:31     |  |
| 8.    | «Try to Look Like Alley Trash»                  | | 1:15     |  |
| 9.    | «Treehouse Go»                                  | | 0:59     |  |
| 10.   | «He's Here»                                     | | 1:27     |  |
| 11.   | «Tina, You Go First»                            | | 1:30     |  |
| 12.   | «What's Felix Doing?»                           | | 0:59     |  |
| 13.   | «Left at the Clown Head»                        | | 0:44     |  |
| 14.   | «Brave Little Cart»                             | | 0:31     |  |
| 15.   | «Go Burger People Go»                           | | 2:09     |  |
| 16.   | «Would It Be Faster to Get Out and Walk?»       | | 3:29     |  |
| 17.   | «These Friggin' Ears»                           | | 1:35     |  |
| 18.   | «The Mole Hill»                                 | | 4:13     |  |
| 19.   | «Sunny Side Up" (Instrumental)»                 | | 3:06     |  |
| 20.   | «Lucky Ducks" (Instrumental)»                   | | 2:00     |  |
| 36:54 |                                                 | |          |  |

## Recepción
Julia Delbel de Comingsoon.net dijo: "Las canciones tampoco son memorables o pegadizas en sí mismas. Afortunadamente, los números musicales son bastante pocos y distantes entre sí y solo hay lo suficiente para clasificar esto como un musical". Emily Heller de Vulture expresó su decepción por la menor cantidad de canciones originales presentes en la película, ya que "las canciones de Bob's Burgers marcan el tono del mundo, subrayan momentos emotivos y, por supuesto, proporcionan un terreno fértil para las bromas". Mientras opinaba sobre la intención de los directores de proporcionar un musical completo que se desechó debido a las restricciones de la pandemia, sintió que "es cierto para cada número individual: el equipo de animación hizo todo lo posible en las secuencias de baile, llenando la pantalla grande con cuerpos coloridos que se mueven al ritmo: están demasiado dispersos para que la película se sienta como un 'espectáculo' musical". Joshua Rivera de Polygon también sintió lo mismo y dijo: "Un largometraje permite que la película sea un musical adecuado a veces, ya que lo que serían pequeñas cancioncillas en el programa se expanden a números musicales completos con una puesta en escena ambiciosa y más bromas. (Desafortunadamente, hay menos canciones de las esperadas; la película tiene más música, pero no es un musical)".
Jeff Ewing de Forbes había dicho que "La serie es conocida por su gran cantidad de canciones (entre otras cosas), y esta película no es diferente. En este escenario, las canciones son demasiado largas (especialmente la primera), no encajan y no son lo suficientemente divertidas como para justificar su longitud". Ben Sherlock de Screen Rant calificó la banda sonora de la película como una "bolsa mixta", ya que algunos de los números son "pegadizos y bien escritos", mientras que el resto del álbum es "olvidable" y se denomina "desvíos innecesarios que detienen el trama muerta". Scott Tobias de The Guardian escribió que las canciones son "una tontería en los números de producción ostentosos, chirriados por voces desafinadas de Nueva Jersey y una coreografía que es menos Busby Berkeley que Dancer in the Dark de Lars von Trier".

## Rendimiento gráfico
| Gráfico (2022)                                        | Posición |
| ----------------------------------------------------- | -------- |
| Álbumes recopilatorios del Reino Unido (OCC)          | 45       |
| Álbumes de bandas sonoras del Reino Unido (OCC)       | 43       |
| Cartelera estadounidense 200                          | 56       |
| Los mejores álbumes de comedia de EE. UU. (Billboard) | 19       |
| Las mejores bandas sonoras de EE. UU. (Billboard)     | 33       |

## Historial de versiones
| Región | Fecha                   | Formato(s)                      | Etiqueta            | Ref.          |
| ------ | ----------------------- | ------------------------------- | ------------------- | ------------- |
| Varios | 27 de mayo de 2022      | CD, descarga digital, streaming | Hollywood           | [ 20 ]        |
| Varios | 16 de diciembre de 2022 | Vinilo                          | Rough Trade Records | [ 21 ] [ 22 ] |